# Blauwnekpapegaai
De blauwnekpapegaai (Tanygnathus lucionensis) is een papegaai die bijna-endemisch is op de Filipijnen. Deze papegaai komt verder nog voor op de Talaud-eilanden en op eilanden ten noorden en oosten van Borneo. De vogel werd al in 1766 door Carl Linnaeus als Psittacus lucionensis opgenomen in zijn Systema naturae. De Filipijnse naam voor deze vogel is Loro.

## Kenmerken
De blauwnekpapegaai is een papegaai van gemiddelde grootte, inclusief staart gemiddeld 32 centimeter en heeft verder een vleugellengte van 19 centimeter. De mannetjes en vrouwtjes lijken sterk op elkaar. De drie ondersoorten verschillen wat in grootte, kleur en de hoeveelheid blauw in de nek. Bij T. l. salvadorii zijn de plek voor de ogen, de voorzijde en de zijkanten van de kop blauwgroen. Boven de snavel zit een zwarte plek. De kruin en nek zijn felblauw. De rest van de blauwnekpapegaai is groen in diverse tinten. De buitenste en middelste veren van de vleugels hebben een zwart tot goud kleurige rand. De snavel is rood, waarbij het uiteinde wat valer of geel is. De ogen van het vrouwtje zijn geel, die van met mannetje witachtig geel met een gele ring. De poten zijn olijfgroen tot zwart.

## Verspreiding en leefgebied
De blauwnekpapegaai komt voor in bossen en bosranden tot zo'n 1000 meter boven zeeniveau. Een enkele keer zijn ze ook te zien in boomgaarden en op akkerland. Ze zijn meestal alleen of in paartjes. Er zijn vier ondersoorten:
- T. l. lucionensis: Luzon en Mindoro.
- T. l. hybridus: Polillo.
- T. l. salvadorii: van de centrale Filipijnen tot eilanden ten noorden en oosten van Borneo.
- T. l. talautensis: Talaudeilanden.

## Voortplanting
Deze vogelsoort paart van april tot en met juni. blauwnekpapegaaien maken hun nesten in holle bomen, gewoonlijk aan de bosranden of bij open stukken.

## Status
De grootte van de populatie werd in 2017 door BirdLife International geschat op 1500 tot 7000 individuen en de populatie-aantallen nemen af door vangst voor de kooivogelhandel en door habitatverlies. Het leefgebied wordt aangetast door ontbossing waarbij natuurlijk bos wordt omgezet in gebied voor agrarisch gebruik. Om deze redenen staat deze soort als gevoelig op de Rode Lijst van de IUCN. Er gelden beperkingen voor de handel in deze papegaai, want de soort staat in de Bijlage II van het CITES-verdrag.